# Andis
Os Andis são um grupo étnico do noroeste do Daguestão, pertencente ao grupo dos Avares. São o mais numeroso sub-grupo avar.